# Jon Burr
Jonathan H.  Burr (Huntington (New York), 22 mei 1953) is een Amerikaanse contrabassist, bigbandleider, componist en auteur van een boek over bas spelen.

## Biografie
Burr komt uit een familie van amateurmusici. Hij begon op de fagot en klarinet, later ging hij contrabas spelen. Hij volgde in 1969 een zomerprogramma bij het Berklee College of Music, daarna studeerde hij aan University of Illinois (1970 tot 1975). In die tijd speelde hij met Jim McNeely en het door Warren Covington geleide Tommy Dorsey Orchestra. In 1975 verhuisde hij naar New York, waar hij speelde met Steve Grossman, Buddy Rich (1976-1977), Ted Curson, Art Farmer, Lee Konitz, Chet Baker, Horace Silver en Stan Getz. Burr begeleidde Tony Bennett (1980 tot 1985) en nam begin jaren 80 op met Jon Hendricks. In 1986 toerde hij met Stephane Grappelli in Amerika. Hij begeleidde de violist tot diens overlijden, tevens nam hij met hem op. Eind jaren 80 werkte hij in Broadway-shows en verschillende klassieke orkesten. Vanaf 1991 leidde hij een eigen groep, waarmee hij in 1993 zijn debuutalbum opnam. In de jaren 90 werkte Burr veel met Dorothy Donegan, tevens werkte hij samen met bijvoorbeeld Roland Hanna (opnames), Eartha Kitt, de Brecker Brothers, Hank Jones en het Count Basie Orchestra. Van 1998 tot 2006 baste hij in het Hot Swing Trio van Mark O'Connor. In 2010 richtte hij het trio Music of Grappelli op met violist Jonathan Russell en gitarist Howard Alden, ook begon hij een bigband. Van 2011 tot 2015 werkte hij samen met het Manhattan Jazz Quintet. in 2013 kwam hij met een kwintet. Burr is tevens een freelance-arrangeur.
Burr heeft drie boeken geschreven: The Untold Secret to Melodic Bass in 2009, The Improvising Chef in 2010 en Letting Go: Practical Meditation for Everyday People in 2011.

## Discografie
Als leider
- In My Own Words (Cymekob Records, 1996)
- 3 for All (Sir Roland Hanna, Bucky Pizzarelli) (Cymekob Records, 1997)
- Just Can't Wait (jbQ Media, 2007)
- Very Good Year (jbQ Media, 2015)